# Messor buettikeri
Messor buettikeri är en myrart som beskrevs av Cedric A. Collingwood 1985. Messor buettikeri ingår i släktet Messor och familjen myror. Inga underarter finns listade i Catalogue of Life.